# Entsagen
Entsagen (« Renonciation »), WAB 14, est une cantate composée par Anton Bruckner vers 1851.

## Historique
Vers 1851, Bruckner composa une cantate pour la fête du nom de Michael Arneth, le prieur de l'abbaye de Saint-Florian. L'œuvre fut composée pour être exécutée le jour de la fête d'Arneth. On ignore si cette exécution a effectivement eu lieu.
La raison pour laquelle Bruckner a choisi ce texte incongru pour la fête de son mécène reste inexpliquée. Peut-être a-t-il composé cette cantate à la suite de la mort de son père ou du refus d'Aloisia Bogner de sa proposition de mariage,.
Le manuscrit est archivé à l'abbaye de Saint-Florian. Un fac-similé en a d'abord été édité dans le Volume II/2, p. 47-58 de la biographie Göllerich/Auer. La cantate a été par la suite publiée par Ludwig Daxsperger en 1956. Elle est éditée dans le Volume XXII/1, no 2 de la Bruckner Gesamtausgabe.

## Texte
L'œuvre est basée sur le poème Amaranth d'Oskar von Redwitz.
| O Maria! Du Jungfrau mild und hehr! Du zogst mich, mutterlos, Zu deines Sohnes Ehr', Die treu'ste Mutter groß! Lehr' mich auch nun ertragen Den Willen meines Herrn, Gehorsam im Entsagen, Du des Gehorsams Stern! Spiegel der Demut, Maria! O Maria! Du Quell der heil'gen Lieb'! Nimm meine Lieb' mir ab, Und der so treu sie gieb, Die schon den Ring ihm gab! Nichts Andres mir gewähre, Als dass er glücklich sei! Lass mir nur diese Zähre Und steh' mir tröstend bei, Mutter der Liebe, Maria! O Maria! Du starker Himmelsschild! O deck' ihn immerdar, Im lauten Schlachtgefild, In heimlicher Gefahr! Ich will nicht sein begehren, Doch ewig segn' ich ihn; Mit deinen Engelheeren O woll' sein Haupt umziehn, Mächtige Herrin, Maria! | O Marie ! Vierge noble et clémente ! Tu m'as élevée, orpheline, À la gloire de ton Fils, Toi, la mère la plus fidèle ! Apprend-moi maintenant aussi à suivre La volonté de mon Seigneur, Obéissante en renonciation, Toi, étoile d'obéissance ! Marie, miroir d'humilité ! O Marie ! Toi, source du saint amour ! Ôte-moi mon amour Et donne-le aussi fidèlement à celle, Qui lui a déjà donné l'anneau ! Que rien d'autre ne m'importe Que son bonheur. Laisse-moi seulement cette larme Et réconforte-moi, Marie, mère de l'amour ! O Marie ! Puissant bouclier du ciel ! Protège-le à jamais, Sur le bruyant champ de bataille, Dans le secret danger ! Je ne veux pas le désirer, Cependant je le bénis pour toujours. Avec ton armée d'anges Veuille entourer sa tête, Marie, Vierge puissante ! |

## Composition
L'œuvre de 126 mesures en si bémol majeur est composée pour chœur (ou quatuor) mixte, soliste soprano (ou ténor), et orgue (ou piano).
L'œuvre est un cantate semi-religieuse en trois parties, de forme ABA': 
1. Chœur: O Maria! Du Jungfrau mild und hehr!, Bittend und mit Andacht
2. Aria: O Maria! Du Quell der heil'gen Lieb'!, Langsam, betend - soliste soprano ou ténor
3. Chœur: O Maria! Du starker Himmelsschild!, Bittend und mit Andacht

Les parties externes sont sous la forme d'un choral, avec, aux mesures 16-19 (Die treu'ste Mutter groß!) et 110-113 (In heimlicher Gefahr!) une citation de « O Haupt voll Blut und Wunden ». L'expressive partie centrale en fa majeur est un solo de soprano ou ténor, avec de larges intervalles et modulations. Le contrepoint de l'accompagnement de l'orgue (ou du piano) montre quelques réminiscences de l'Opera seria.

## Discographie
Il n'y a encore aucun enregistrement commercial de la cantate Entsagen.

## Sources
- August Göllerich, Anton Bruckner: Ein Lebens- und Schaffens-Bild, vers 1922 – édition posthume par Max Auer, G. Bosse, Ratisbonne, 1932
- Uwe Harten, Anton Bruckner: Ein Handbuch. Residenz Verlag, Salzbourg, 1996.  (ISBN 3-7017-1030-9)
- Anton Bruckner: Sämtliche Werke, Band XXII/1: Kantaten und Chorwerke I (1845-1855), Musikwissenschaftlicher Verlag der Internationalen Bruckner-Gesellschaft, Franz Burkhart, Rudolf H. Führer et Leopold Nowak (Éditeurs), Vienne, 1987 (Aussi sur IMSLP: Neue Gesamtausgabe, XXII/1. Kantaten und Chorwerke Teil 1: Nr. 1-5)
- Cornelis van Zwol, Anton Bruckner (1824-1896): Leven en werken, uitg. Thot, Bussum, Pays-Bas, 2012.  (ISBN 978-90-6868-590-9)
- Crawford Howie, Anton Bruckner: A documentary biography, édition révisée en ligne